# Sunnyhills

La localité de Sunnyhills est une banlieue de la cité d’Auckland, située dans l'île du Nord de la Nouvelle-Zélande.

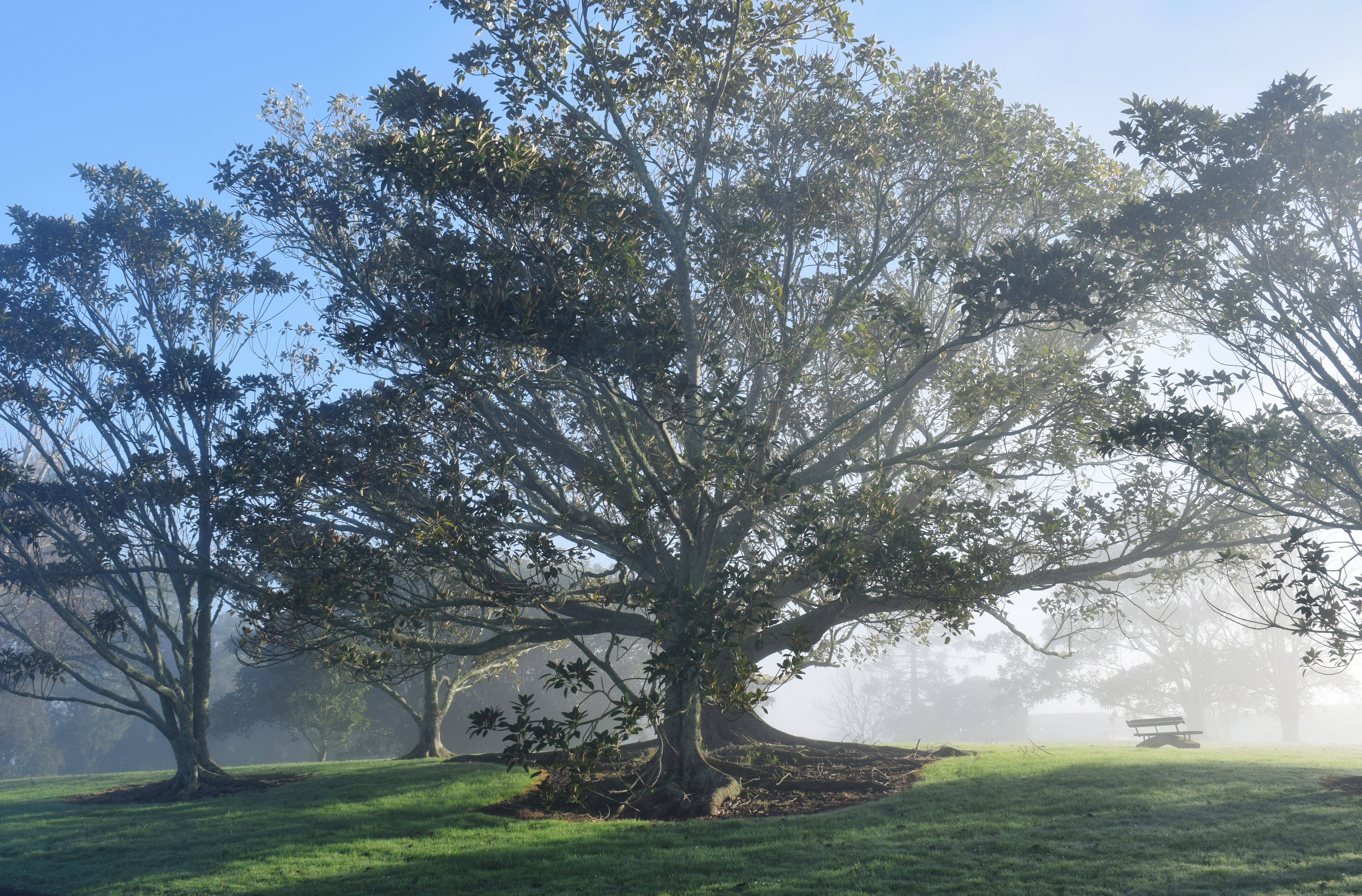
Le figuier de la baie de « Moreton » dans le jardin public de Sunnyhills à Auckland par un matin brumeux

## Population
Selon le recensement de 2013, Sunnyhills avait une population de 3 348 habitants . 
Sunnyhills représente moins de 1 % de la population de la ville d'Auckland
Le principal groupe ethnique de la banlieue de Sunnyhills sont pour les deux cinquièmes des personnes nées outre-mer. 
66 % des résidents de Sunnyhills disent avoir une origine Pākehā, 28 % sont d’origine Asiatique, 8 % sont Maori ou viennent des îles du Pacifique, 1 % vient du moyen orient, d’Afrique, d’Amérique Latine et 1 % est d’une autre ethnicité. 
Après l’anglais, la langue la plus commune, qui est parlée est le chinois du nord, que parlent 9 % des résidents du secteur de Sunnyhills.

## Éducation
- L’école du secteur est la «Sunnyhills Primary School».

- Les autres écoles dans le secteur de Pakuranga  sont:

«Riverina Primary School», 
«Wakaaranga Primary School», 
«Anchorage Park Primary School», 
école intermédiaire de Farm Cove (en), 
Pakuranga Intermédiate, 
collège St Kentigern (en), 
collège de Pakuranga (en) et «Edgewater College».